# فیروزکلا علیا (آمل)
فیروزکلا علیا، روستایی است از توابع بخش دشت‌سر شهرستان آمل در استان مازندران ایران.

## جمعیت
این روستا در دهستان دشت‌سر غربی قرار دارد و براساس سرشماری مرکز آمار ایران در سال ۱۳۹۰، جمعیت آن ۳۴۹ نفر (۱۰۸خانوار) بوده‌است.

## ییلاق
روستای فیروزکلا علیا زیر مجموعه روستای فیروزکلا است. روستای فیروزکلا از سه بخش پایین محله (فیروزکلا سفلی)، سلیمان محله (فیروزکلا وسطی) و کلمیس (فیروزکلا علیا) تشکیل شده است. اکثر مردم کلمیس به ییلاق امیری و اکثر مردم سلیمان‌محله به ییلاق اندوار می‌روند.